# Akademski pevski zbor Tone Tomšič Univerze v Ljubljani
Akademski pevski zbor Tone Tomšič Univerze v Ljubljani je mešani pevski zbor študentov Univerze v Ljubljani. 
Njegov repertoar sestavljajo skladbe vseh zgodovinskih obdobij s poudarkom na sodobni zborovski literaturi. Od septembra 2021 ga vodi dirigentka Rahela Durič Barić.
V njegovih vrstah je bil leta 1972 ustanovljen Ljubljanski oktet.

### Pred drugo svetovno vojno
Leta 1926 je France Marolt v Ljubljani ustanovil moški Akademski pevski zbor. Pred njim je vodil akademsko pevsko društvo Triglav, katerega turneja leta 1926 v Beogradu in Nišu je dala idejo za ustanovitev Akademskega pevskega zbora. Konstituiran je bil 18. novembra 1926, 13. marca 1927 pa je imel svoj ustanovni občni zbor. V prvem sestavu je bilo 51 članov in 5 gostov. Prvi nastop je zbor imel 27. januarja 1927 na svetosavski proslavi ljubljanske univerze.
Člani so nastopali v narodnih nošah in svoj repertoar posvetili domačim skladateljem.
12. septembra 1934 je kraljica Marija Karađorđević na njegovo prošnjo postala njegova pokroviteljica. Decembra 1934 je razpisal natečaj za oblikovanje znaka. Izbran je bil gradbenik Maks Megušar, 2. nagrado je prejel arhitekt Edi Mihevc, 3. nagrado pa gradbenik Slavko Banko. Komisijo so sestavljali dr. Ložar, prof. Jakac, kipar Gorše in slikar M. Maleš.

#### Ženski akademski pevski zbor
Marolt je Ženski akademski pevski zbor vodil v letih 1938 in 1939. Ta zbor je imel težave zaradi pomanjkanja primernega repertoarja. Na njihovem prvem koncertu 8. julija 1939 z 41 pevkami so bile mladinske pesmi dobra polovica pesmi, ki so jih izvedle. Pokroviteljica tega koncerta je bila Antonija Natlačen, žena bana dravske banovine.

### Po drugi svetovni vojni
Po kulturnem molku med drugo svetovno vojno, ki se je začel leta 1941, je ponovno pričel delovati leta 1946, tokrat v mešani zasedbi in pod imenom Akademski pevski zbor Tone Tomšič. Ime je dobil po narodnem heroju Tonetu Tomšiču.
21. junija 1988 je bil zbor eden od nastopajočih na javni manifesticiji v Ljubljani na Trgu osvoboditve v podporo Janezu Janši, Ivanu Borštnerju in Davidu Tasiču.

## Seznam zborovodij, ki so vodile zbor
1. France Marolt
2. Niko Štritof
3. Marij Kogoj
4. France Marolt
5. Radovan Gobec
6. Janez Bole
7. Lojze Lebič
8. Igor Lavrič
9. Marko Munih
10. Jože Fürst
11. Jernej Habjanič
12. Stojan Kuret (1992-2002, 2014-2015)
13. Urša Lah (2002–2009)
14. Sebastjan Vrhovnik (2009-2013)
15. Jerica Bukovec (2015-2021)
16. Rahela Durič Barić (2021-)

## Nastopi
- Koncert ob 80-letnici ustanovitve. 28. maj 2006. Cankarjev dom v Ljubljani.[17]

## Nagrade in priznanja
- 2003 • Zlati znak Javnega sklada RS za kulturne dejavnosti.
- 2000 • Srebrna plaketa Sklada RS za kulturne ljubiteljske dejavnosti in Plaketa mesta Ljubljana Mestne občine Ljubljana.
- 1996 • Zlati častni znak svobode Republike Slovenije
- 1991 • Priznanje za sodelovanje ob počastitvi Gallusovega leta.
- 1987 • Nagrada mesta Ljubljane za zagotavljanje tradicije in potrjevanje visoke kvalitete ljubiteljskega zborovskega petja.
- 1984 • Zlata plaketa Univerze Edvarda Kardelja v Ljubljani za dolgoletno delo in izredne dosežke na kulturnem področju.
- 1981 • Nagrada Društva slovenskih skladateljev: nagrada najzaslužnejšemu izvajalcu slovenskih skladb za leto 1981.
- 1976 • Srebrna spominska plaketa Univerze v Ljubljani za izredne uspehe pri izvajanju in širjenju slovenske pesmi.
- 1975 • Priznanje Zveze kulturno-prosvetnih organizacij občine Ljubljana-Center za požrtvovalno in uspešno delo na področju glasbenega poustvarjanja.
- 1970 • Gallusova plaketa
- 1966 • Red bratstva in enotnosti z zlatim vencem
- 1934 • Častno pokroviteljstvo Njenega veličanstva kraljice Marije
- 1930 • Red jugoslovanske krone V. stopnje

## Tekmovanja

### Velika nagrada Evrope za zborovsko petje[18]
- 2008 • zmaga
- 2002 • zmaga

### Naša pesem
- 2024 • 1. mesto[19]
- 2018 • 3. mesto[20]
- 2014 • 1. mesto[21]
- 1999 • 1. mesto[22]
- 1990 • 1. mesto[23]
- 1976 • 1. mesto[24]
- 1970 • 1. mesto[24]